# Arbeit 4.0
Der Begriff Arbeit 4.0 schließt an die Diskussion über die vierte industrielle Revolution (Industrie 4.0) an, legt dabei aber den Schwerpunkt auf Arbeitsformen und Arbeitsverhältnisse – nicht nur im industriellen Sektor, sondern in der gesamten Arbeitswelt. Die Gesellschaft steht insofern vor der Herausforderung, dass technologischer Fortschritt nicht ausgebremst werden darf (kann), selbiger aber auch nicht dazu führen soll, dass Schutzstandards und Wesentlichkeiten der Arbeitswelt keine Berücksichtigung mehr finden.
Zusammenfassend kann der Begriff damit beschrieben werden, dass die zum Teil heute schon gelebten Arbeitsweisen, vor allem aber die in den nächsten Jahren aufkommenden Arbeitsweisen, von den mit der Organisation von Arbeit betrauten Verantwortlichen an die Herausforderungen und Möglichkeiten der digitalen Welt angepasst werden. In diesem Zusammenhang umspannt Arbeit 4.0 den Veränderungsprozess der Arbeitswelt im digitalen Zeitalter.

## Jüngere Entwicklungen
Mit dem bis Ende 2016 angelegten Dialogprozess Arbeiten 4.0 schafft das Bundesministerium für Arbeit und Soziales einen Rahmen für einen teils öffentlichen, teils fachlichen Dialog über die Zukunft der Arbeitsgesellschaft. Es geht dabei nicht nur um ein Arbeiten in den neuen Produktionswelten der Industrie 4.0. Es geht auch darum, auf Basis des Leitbilds „Guter Arbeit“ vorausschauend die sozialen Bedingungen und Spielregeln der künftigen Arbeitsgesellschaft zu thematisieren und mitzugestalten.

## Dialogprozess Arbeiten 4.0
Nachdem die damalige Arbeitsministerin Andrea Nahles, gegenwärtig Leiterin der Bundesagentur für Arbeit, im November 2016 ihre Ergebnisse und Vorschläge in ihrem Weißbuch der Öffentlichkeit präsentiert hat, soll nun der damit geschaffene Dialogprozess auf einer weiteren Ebene starten.  Das Bundesministerium für Arbeit und Soziales will damit einen Rahmen für einen teils öffentlichen, teils fachlichen Dialog über die Zukunft der Arbeitsgesellschaft schaffen. Es geht dabei nicht nur um ein Arbeiten in den neuen Produktionswelten der Industrie 4.0. Es geht auch darum, auf Basis des Leitbilds „Guter Arbeit“ vorausschauend die sozialen Bedingungen und Spielregeln der künftigen Arbeitsgesellschaft zu thematisieren und mitzugestalten. Von den Möglichkeiten des „Desk-Sharing“, „Bring your own device“ über „Crowdworking“ und anderen Formen des „hybriden Arbeitens“ machen viele Unternehmen bereits Gebrauch.
In diesem Zusammenhang wird derzeit wohl am meisten über die Flexibilisierung von Arbeitszeit und Arbeitsort diskutiert. Start-Ups leben diese flexiblen Arbeitsweisen bereits. Mit Laptop und Schreibtisch kann heute in vielen Berufen theoretisch von jedem beliebigen Ort auf der Erde im Team oder an einem Projekt gearbeitet werden. Das ist im Grunde genommen ein Vorteil, birgt aber auch nicht unerhebliche Risiken und Schwierigkeiten. Diese sowohl in gesundheitlicher Hinsicht, als auch in rechtlicher Hinsicht.